# Экологическое движение Узбекистана
Экологическое движение Узбекистана (узб. O'zbekiston ekologik harakati) — общественное объединение Узбекистана, созданное учёными-экологами и общественными деятелями, имеющее постоянную фракцию в законодательной палате Олий Мажлиса общим количеством в 15 мест. Основными задачами движения являются повышение гражданской активности населения при решении вопросов, связанных с экологией, в том числе через законодательную, общественную и образовательную деятельность.
На базе экологического движения Узбекистана в 2019 году была основана и официально зарегистрирована Экологическая партия Узбекистана.

## Законодательная палата Олий Мажлиса
Экологическое движение Узбекистана имеет постоянное представительство в нижней палате Олий Мажлиса в размере 15 мест согласно Закону «О выборах в Олий Мажлис Республики Узбекистан».
Фракция Экологического движения Узбекистана работает над совершенствованием законодательства, связанного с экологией и природопользованием. В частности, депутаты от Экодвижения работали над принятием законов «Об экологическом контроле», «О возобновляемых источниках энергии», доработкой законов «Об охране и использовании животного мира», «Об охране и использовании растительного мира», «О государственном санитарном надзоре» и внесением поправок в законы «Об отходах», «Об охране атмосферного воздуха», «Об экологической экспертизе».

## Природоохранная деятельность
Одной из основных задач Экологического движения Узбекистана является повышение гражданской активности населения при решении вопросов, связанных с защитой окружающей среды. С этой целью движением проводятся различные мероприятия по всей стране, в которые были вовлечены около 1,8 миллиона человек.
В 2010 году было создано «Молодёжное крыло» Экодвижения.
Экодвижением издаются газеты «Жамият» и «Ekohayot», а также ежемесячный детский журнал «Родничок».

## Образование партии
В декабре 2017 года президент Узбекистана, выступая с посланием к парламенту, предложил отказаться от квотирования мест для Экодвижения, а партии — на равных с другими политическими силами участвовать в выборах в нижнюю палату. Решение о создании партии было принято 14 ноября 2018 года на собрании группы граждан, включившей специалистов-экологов, медиков, ученых, представителей сферы образования и различных институтов гражданского общества. 8 января 2019 года в Ташкенте прошел учредительный съезд Экологической партии, на котором председателем исполнительного комитета был избран Борий Алиханов. 24 января 2019 года партия была зарегистрирована Министерством Юстиции Узбекистана.

## Цели партии
Основные цели новой партии — содействие реализации экологической политики государства, направленной на достижение устойчивого развития, обеспечение экологической безопасности и создание благоприятной окружающей среды для настоящего и будущих поколений, содействие тому, чтобы дело охраны окружающей среды и сохранения природных ресурсов стало делом и государства, и общества, и каждого гражданина страны.